# McDonnell Douglas X-36

El McDonnell Douglas X-36 Avión de Investigación de la Agilidad de Cazas sin Cola era un prototipo a escala de un avión reactor diseñado para volar sin las superficies tradicionales en la cola usada en la mayoría de las aeronaves. 

## Diseño y desarrollo

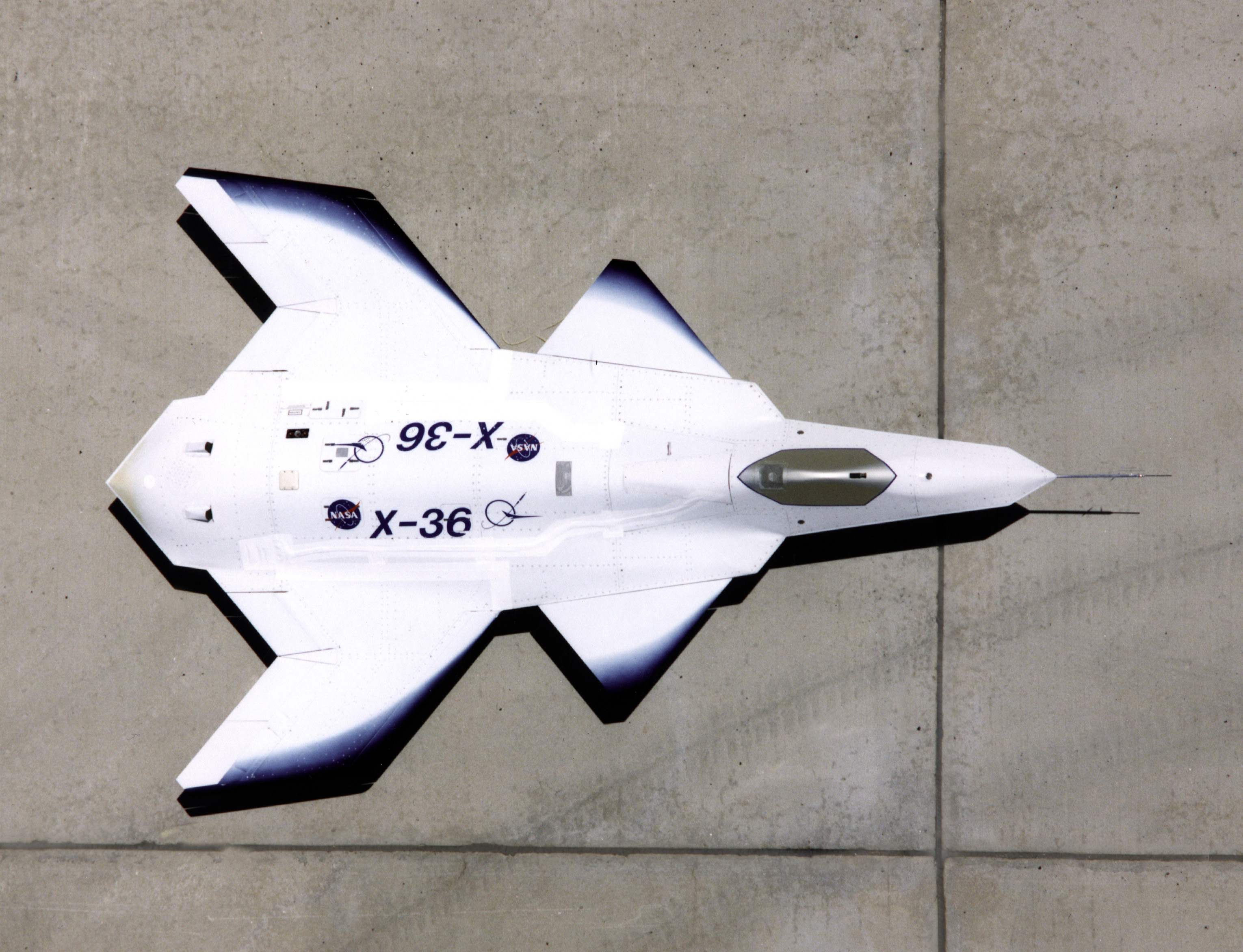
Superficie alar del X-36

El X-36 fue construido a un 28% del posible tamaño original del caza, y fue controlado por un piloto desde una estación virtual en tierra. El avión iba provisto con una videocámara montada en el morro que permitía controlar todos los movimientos.
Para controlar la aeronave, se utilizó canards en el frente de las alas así como motores direccionales por control remoto. El X-36 resultó inestable en guiñada, cabeceo y también en el eje de rotación. Para hacerlo estable se diseñó un sistema digital de control fly-by-wire.
El primer vuelo fue el 17 de mayo de 1997, al que le siguieron 31 vuelos exitosos más, que acumularon 16 horas de vuelo de experiencia. El programa funcionó muy bien, y se consiguieron alcanzar objetivos muy superiores a los marcados. En agosto de 1997 Boeing y McDonnell Douglas se fusionaron mientras los test seguían en progreso, por lo que a veces el avión es denominado Boeing X-36.
El X-36 poseía una alta capacidad de maniobra, lo que hubiera sido ideal para un caza de combate. A pesar de su potencial y del enorme éxito de los experimentos el proyecto se detuvo y no se han comunicado más informes sobre el desarrollo del X-36 hasta el momento.

## Modelos existentes
- Un X-36 se encuentra en el National Museum of the United States Air Force en Wright-Patterson Air Force Base cerca de Dayton, Ohio. Llegó el 16 de julio de 2003.[3] Está expuesto en la Museum's Research & Development Gallery.[4]
- Otro X-36 se expone en el Museo del Centro de Experimentos de Vuelo de la Fuerza Aérea en la Base Edwards en California.

### Desarrollos relacionados
- Boeing X-45

### Aeronaves similares
- Boeing Bird of Prey

### Secuencias de designación
- Secuencia X-_ (Aviones eXperimentales estadounidenses, 1948-presente): ← X-33 - X-34 - X-35 - X-36 - X-37 - X-38 - X-39 →

### Listas relacionadas
- Anexo:Aeronaves de la Fuerza Aérea de los Estados Unidos (históricas y actuales)